# Anthephora laevis
Anthephora laevis är en gräsart som först beskrevs av Georg August Schweinfurth, och fick sitt nu gällande namn av Otto Stapf och Charles Edward Hubbard. Anthephora laevis ingår i släktet Anthephora och familjen gräs. Inga underarter finns listade i Catalogue of Life.